# Supercoppa italiana 2021 (pallavolo maschile)
La Supercoppa italiana 2021, 26ª edizione della Supercoppa nazionale di pallavolo maschile, si è svolta dal 23 al 24 ottobre 2021: al torneo hanno partecipato quattro squadre di club italiane e la vittoria finale è andata per la terza volta alla Trentino.

## Regolamento
La formula ha previsto semifinali e finale.

## Squadre partecipanti
| Squadra            | Qualificazione          |
| ------------------ | ----------------------- |
| Lube               | 2ª in Superlega 2020-21 |
| Milano             | 4ª in Superlega 2020-21 |
| Sir Safety Perugia | 1ª in Superlega 2020-21 |
| Trentino           | 3ª in Superlega 2020-21 |

## Torneo

### Tabellone
|  | Semifinali         | Semifinali |  |          | Finale | Finale |
|  |                    |            |  |          |        |        |
|  | Sir Safety Perugia | 0          |  |          |        |        |
|  | Sir Safety Perugia | 0          |  |          |        |        |
|  | Trentino           | 3          |  |          |        |        |
|  | Trentino           | 3          |  | Trentino | 3      |        |
|  |                    |            |  | Trentino | 3      |        |
|  |                    |            |  |          | Milano | 1      |
|  | Lube               | 1          |  |          | Milano | 1      |
|  | Lube               | 1          |  |          |        |        |
|  | Milano             | 3          |  |          |        |        |
|  | Milano             | 3          |  |          |        |        |

### Risultati

#### Semifinali
| 23 ottobre 2021 PalaCivitanova, Civitanova Marche Durata: 1h:51 - Spettatori: ?     | Lube               | 1 - 3 | Milano   | 22-25, 16-25, 25-21, 20-25 |
| 23 ottobre 2021 PalaCivitanova, Civitanova Marche Durata: 1h:27 - Spettatori: 3 282 | Sir Safety Perugia | 0 - 3 | Trentino | 21-25, 21-25, 23-25        |

#### Finale
| 24 ottobre 2021 PalaCivitanova, Civitanova Marche Durata: 1h:50 - Spettatori: 2 418 | Trentino | 3 - 1 | Milano | 25-11, 25-21, 31-33, 25-14 |